# Zygmunt Fiedler
Zygmunt Fiedler (ur. 6 kwietnia 1882 w Łęczycy, zm. 18 grudnia 1965 w Łodzi) – działacz samorządowy, przemysłowiec, współzałożyciel Rotary Clubu w Łodzi.

## Życiorys
Fiedler był absolwentem Szkoły Zgromadzenia Kupców w Łodzi, po której ukończeniu podjął naukę na Akademii Nauk Społecznych i Handlowych we Frankfurcie nad Menem. Po jej ukończeniu, powrócił do Łodzi, gdzie w 1905 został współwłaścicielem firmy „Rosicki”, a następnie w 1922 również firmy „Rosicki, Kawecki i ska”, kierowanej przez niego do 1939. Firma miała 2 fabryki, przy obecnej ul. J. Tuwima 21 i ul. Tuszyńskiej 46. W 1907 został członkiem zarządu Stowarzyszenia Polskich Kupców i Przemysłowców Chrześcijan w Łodzi, następnie w 1910 zostając jego prezesem.
W 1918 objął stanowisko dyrektora Państwowej Szkoły Handlowej w Łodzi. Dzięki pomocy Karola Scheiblera II uzyskał 2 budynki na Księżym Młynie wraz z wyposażeniem, na cele otwarcia placówki szkolnej. W 1919 został członkiem zarządu oddziału wojewódzkiego PCK w Łodzi, a w 1929 również jego prezesem. W okresie od 1923 do 1925 był wiceprzewodniczącym Rady Miejskiej w Łodzi, do 1939 zaś obejmował posadę wiceprezesa Łódzkiej Izby Przemysłowo-Handlowej. W 1933 został współzałożycielem Rotary Clubu w Łodzi, oddziału Rotary International, w 1935 został członkiem komisji Komunalnej Kasy Oszczędności w Łodzi, a w 1936 – Towarzystwa Przyjaciół Łodzi. W 1937 działał jako współtwórca łódzkiej grupy Społecznego Komitetu Radiofonizacji Kraju. W latach 1936–1939 był członkiem rady przybocznej prezydenta miasta Łodzi.
Od 1939 Fiedler pracował w kierowanej dotychczas przez siebie firmie, lecz w okresie okupacji zarządzanej przez niemiecką administrację. W wyniku przedwojennej działalności społecznej 2-krotnie więziono Fiedlera w obozie na Radogoszczu. Po II wojnie światowej pracował w swojej, lecz znacjonalizowanej firmie, kierując centralnym magazynem w Zjednoczeniu Budownictwa Miejskiego w Łodzi.
Małżeństwo Fiedlerów ubiegało się po II wojnie światowej o rehabilitację ze względu na wpisanie do drugiej grupy niemieckiej listy narodowej Deutsche Volskilste.

### Życie prywatne
Zygmunt Fiedler był synem pracownika biurowego Krzysztofa Fiedlera (1848–1926) i Marii z domu Stanisławskiej herbu Pilawa (1856–1904), pochodzącej od żyjącego w XII w. Żyrosława. Zygmunt miał siostrę Zofię Rosicką oraz braci: Leona i Konrada. Jego żoną była Halina z domu Patzer (1893–1972), z którą miał dwoje dzieci: Janusza Fiedlera (1924–1977) i Hannę (ur. 1929).
Został pochowany w części katolickiej Starego Cmentarza w Łodzi.

## Odznaczenia
- Medal Pamiątkowy za Wojnę 1918–1921,
- Złoty Krzyż Zasługi[2],
- Krzyż Kawalerski Orderu Odrodzenia Polski (1937)[8]
- Odznaka Honorowa PCK I stopnia,
- Estoński Order Inter Arm Caritas,
- Medal za Długoletnią Służbę w Izbie Przemysłowo –Handlowej w Łodzi[2].